# Calymmaderus advenus
Calymmaderus advenus là một loài bọ cánh cứng thuộc chi Calymmaderus trong họ Ptinidae.